# Sthefany Gutiérrez
Sthefany Yoharlis Gutiérrez Gutiérrez (Barcelona (Venezuela), 10 de enero de 1999) es una modelo y ex reina de belleza venezolana, ganadora del Miss Venezuela 2017 y segunda finalista del certamen Miss Universo 2018.

## Biografía
Gutiérrez es oriunda de la popular barriada de Guamachito del Municipio Simón Bolívar (Anzoátegui), donde se crio. Es la mayor de los dos hijos de Yohan Ricardo Gutiérrez Pardo, quien es oriundo de la ciudad de Barranquilla, Colombia y de Yadinis Carolina Gutiérrez, de Barcelona (Venezuela). Tiene un hermano, Camilo Andrew. Sthefany estudió Derecho en la Universidad Santa María en Caracas, y fue la representante de su sector en el Reinado del Carnaval de Barcelona en 2015, siendo la ganadora (es la más joven hasta el momento con 15 años) y la sucesora de Edymar Martínez. Asistió al Casting General del Miss Venezuela en Caracas y fue asignada como finalista del regional Miss Miranda con la banda del Estado de Delta Amacuro. Tiene su propia fundación de ayuda social para niños y niñas necesitados llamada «Guerreros del Amor».
En enero de 2024, se comprometió con el empresario Jorge Alfredo Silva Cardona; en el Polideportivo de Pueblo Nuevo. Se casaron el 13 de julio de ese año, en la Isla de Margarita. El 26 de septiembre de ese mismo año, anunció su embarazo; el 28 de septiembre reveló que esperaban un varón y el 22 de diciembre, nació Jorge André.

## Trayectoria

### Miss Venezuela 2017
Gutiérrez participó en la edición 65 del certamen Miss Venezuela, que se realizó el 9 de noviembre de 2017 en la ciudad de Caracas, Venezuela, en dicho evento compitió con otras 23 candidatas de diversas regiones del país. Al final de la velada fue coronada por Keysi Sayago (reina saliente) como Miss Venezuela Universo 2017. Es la segunda ocasión de las 3 veces que ha ocurrido que el estado Delta Amacuro obtiene el título, la primera fue Carolina Indriago en 1998 y la tercera Thalia Olvino en 2019, es la primera vez en la historia del certamen que el título pasa consecutivamente entre dos mujeres morenas.

### Miss Universo 2018
Como parte de sus responsabilidades como Miss Venezuela, Sthefany representó al país en el concurso de Miss Universo 2018, el día 16 de diciembre en la ciudad de Bangkok, Tailandia, donde obtuvo la posición de Segunda Finalista. En el «opening statement» una nueva parte de la competencia ella dio un mensaje de esperanza para su país que dice: «Aprendí a tener confianza constante y ser una mujer decidida gracias al ejemplo de mi madre, quien me da el valor de crecer en mi familia, ella hace alarde y es la preocupación de un país donde la gente sufre las consecuencias de muchos males y no encuentra la medicina o comida, pero estoy tan orgullosa de mostrarle al mundo que nosotros, Venezuela, somos guerreros del amor».

## Cronología
| Predecesor: Davina Bennett  | 2.° Finalista en Miss Universo 2018       | Sucesor: Sofía Aragón       |
| Predecesor: Keysi Sayago    | Miss Venezuela 2017                       | Sucesor: Isabella Rodríguez |
| Predecesor: Ysabel Cedeño   | Miss Delta Amacuro 2017                   | Sucesor: Ana Karina Noguera |
| Predecesor: Edymar Martínez | Reina de los Carnavales de Barcelona 2015 | Sucesor: Alexandra Fajardo  |

- Datos: Q42896684